# Język kamoro
Język kamoro (a. kamora), także: kaokonau, lakahia, mimika, mukamuga, nafarpi (a. nefarpi, neferipi), nagramadu (a. nagramandu), umar (a. umari) – język papuaski używany przez grupę ludności w indonezyjskiej części Nowej Gwinei. Według danych z 1987 roku mówi nim 8 tys. osób.
Posługują się nim członkowie ludu Kamoro (określanego różnymi nazwami). Publikacja Peta Bahasa podaje, że jego użytkownicy zamieszkują wieś Atuka oraz okoliczne tereny w prowincji Papua (dystrykt Mimika Tengah, kabupaten Mimika). Timothy Usher informuje, że ludność używająca tego języka zamieszkuje tereny w okolicach jeziora Yamur i wzdłuż wybrzeża Nowej Gwinei, od południowo-wschodniego brzegu zatoki Etna na zachodzie do rejonu rzeki Mukumuga na wschodzie. W użyciu jest także język indonezyjski.
Jest silnie zróżnicowany dialektalnie (w 1953 wyróżniono dialekty: zachodni, tarjà, środkowy, kàmora, wània, mukumùga). Różnice między nimi mogą być na tyle poważne, że nie można wykluczyć, iż chodzi raczej o odrębne języki. Nie przeprowadzono jednak analizy leksykostatystycznej. W węższym ujęciu Kamoro to nazwa pewnej podgrupy w ramach języka i kultury Mimika, w szerszym ujęciu określenia te są równoznaczne.
Sporządzono słownik oraz opis jego gramatyki. Opis dialektu tarjà opublikowano w 1953 roku. Jeden z najwcześniej poznanych języków papuaskich (1828). Nie wykształcił piśmiennictwa.